# Pamialluk
Pamialluk – niezamieszkana wyspa u południowych wybrzeży Grenlandii. Powierzchnia wyspy wynosi 206,2 km², a długość jej linii brzegowej to 115,5 km.